# 马克·图施奈
马克·图施奈（Mark Tushnet，1945年—）是美国批判法律研究运动的代表人物，著名宪法学家。 
图施奈毕业于耶鲁法学院，毕业后担任美国最高法院大法官瑟古德·马歇尔的助手，后来在乔治城大学担任法学教授，2006年转任哈佛大学法学院教授。